# Vratislav Štěpánek
Vratislav Štěpánek (ur. 18 czerwca 1930 we Vrútkach, zm. 21 lipca 2013 w Šlapanicach) – czeski duchowny, piąty patriarcha Czechosłowackiego Kościoła Husyckiego.

## Życiorys
Urodził się w rodzinie kolejarzy we Vrútkach, gdy miał 9 lat jego rodzina przeprowadziła się jednak do Brna. W 1949 roku zdał maturę i rozpoczął studia teologiczne na Uniwersytecie Karola, które ukończył w 1953. Święcenia kapłańskie przyjął 16 sierpnia 1953 roku z rąk biskupa brneńskiego Václava Janoty.
W latach 1953–1955 odbył zasadniczą służbę wojskową. Pracował później jako duchowny w Brnie, a następnie jako proboszcz w mieście Náměšť nad Oslavou.
W 1989 roku został wybrany na biskupa diecezji brneńskiej CČSH, a dwa lata później objął urząd patriarchy Czechosłowackiego Kościoła Husyckiego. Z urzędu patriarchy ustąpił w 1994, a urząd biskupa pełnił do 1999 roku.
W wyborach parlamentarnych w 1986 został wybrany na posła do Czeskiej Rady Narodowej z okręgu Holešov, w 1990 roku nie ubiegał się o reelekcję.
Zmarł 21 lipca 2013 roku w Šlapanicach, gdzie mieszkał z rodziną.

## Życie prywatne
Miał żonę – Ludmiłę i dwójkę dzieci – Václava i Annę.